# معتز تمبکتی
معتز تمبکتی (انگلیسی: Moataz Tombakti؛ زادهٔ ۱۳ مهٔ ۱۹۹۴) یک ورزشکار اهل عربستان سعودی است.
از باشگاه‌هایی که در آن بازی کرده‌است می‌توان به باشگاه فوتبال الاتحاد و باشگاه فوتبال الوحده عربستان سعودی اشاره کرد.